# Меркауски, Лиза
Ли́за Энн Мерка́уски (англ. Lisa Ann Murkowski; 22 мая 1957, Кетчикан, Аляска, США) — американский политик, сенатор США от штата Аляска с 2002 года. Представитель Республиканской партии. Дочь бывшего сенатора США и губернатора Аляски Фрэнка Меркауски.

## Биография
Родилась в 1957 году в небольшом городке Кетчикан на Аляске. Окончила среднюю школу Монро в городе Фэрбанкс на Аляске. В 1975—1977 годах посещала Университет Уильяметт (Williamette University) в Сейлеме (штат Орегон). В 1980 году получила степень бакалавра экономики в Университете Джорджтаун в Вашингтоне, а в 1985 степень доктора права в Юридическом колледже Уильяметт.
Работала юристом. В 1987—1989 — в окружном суде Анкориджа, в 1989—1996 занималась частной практикой.
В 1997—1998 входила в комиссию Анкориджа по равноправию.
В 1999—2002 — в Палате представителей штата Аляска.
20 декабря 2002 года назначена в Сенат США, чтобы заполнить вакансию, образовавшуюся в связи с переходом её отца, Фрэнка Меркауски, из Сената на должность губернатора Аляски.
Потерпела поражение во время праймериз Республиканской партии 24 августа 2010 года от более консервативного кандидата Джо Миллера. Тем не менее участвовала в выборах в Сенат (избиратели воспользовались правом вписывать имя кандидата, не внесённого в бюллетень) и выиграла их с 39,5 % голосов, хотя Миллер оспаривал результаты голосования в суде.
3 января 2015 года сменила на посту председателя Комитета по энергетике и натуральным ресурсам Мэри Лэндрю, не прошедшую в Сенат.
8 ноября 2022 года по итогам выборов в Сенат голосование на Аляске не привело к окончательному результату — ни Меркауски, названная Дональдом Трампом «катастрофой с Аляски», ни поддержанная им (тоже республиканка) Келли Шибака не смогли набрать более 50 % голосов.
23 ноября 2022 года объявлены итоги рейтингового голосования, согласно которым с учётом голосов второго предпочтения Меркауски получила около 54 %.

## Политические взгляды
Лизу Меркауски характеризуют как умеренную республиканку, особенно после её переизбрания в 2010 году. Её позиции называют более либеральными, чем у всех остальных республиканских сенаторов, кроме Сьюзан Коллинз, и левее взглядов консервативного сенатора-демократа Джо Мэнчина. Сенатор Меркауски голосовала в соответствии с позицией президента Обамы в более 70 % случаев.
В 2018 году она отказалась голосовать за кандидатуру Бретта Кавано, выдвинутого президентом Трампом в Верховный суд США (изначально Меркауски собиралась проголосовать против, но воздержалась при итоговом голосовании, чтобы сохранить баланс голосов после отсутствия сенатора-республиканца Стива Дэйнса, намеревавшегося проголосовать за утверждение Кавано). В 2021 году она стала первым республиканским сенатором, кто призвал к досрочному уходу Дональда Трампа с президентского поста после захвата Капитолия, а затем проголосовала в поддержку его отрешения после вынесения импичмента.

## Награды
- Исландия : Дама Большого креста ордена Исландского сокола[15]